# 中華民國—巴西關係
中華民國與巴西聯邦共和國於1913—1974年有正式外交關係，斷交後，於對方首都互設具大使館功能的代表機構。

## 政治

### 外交

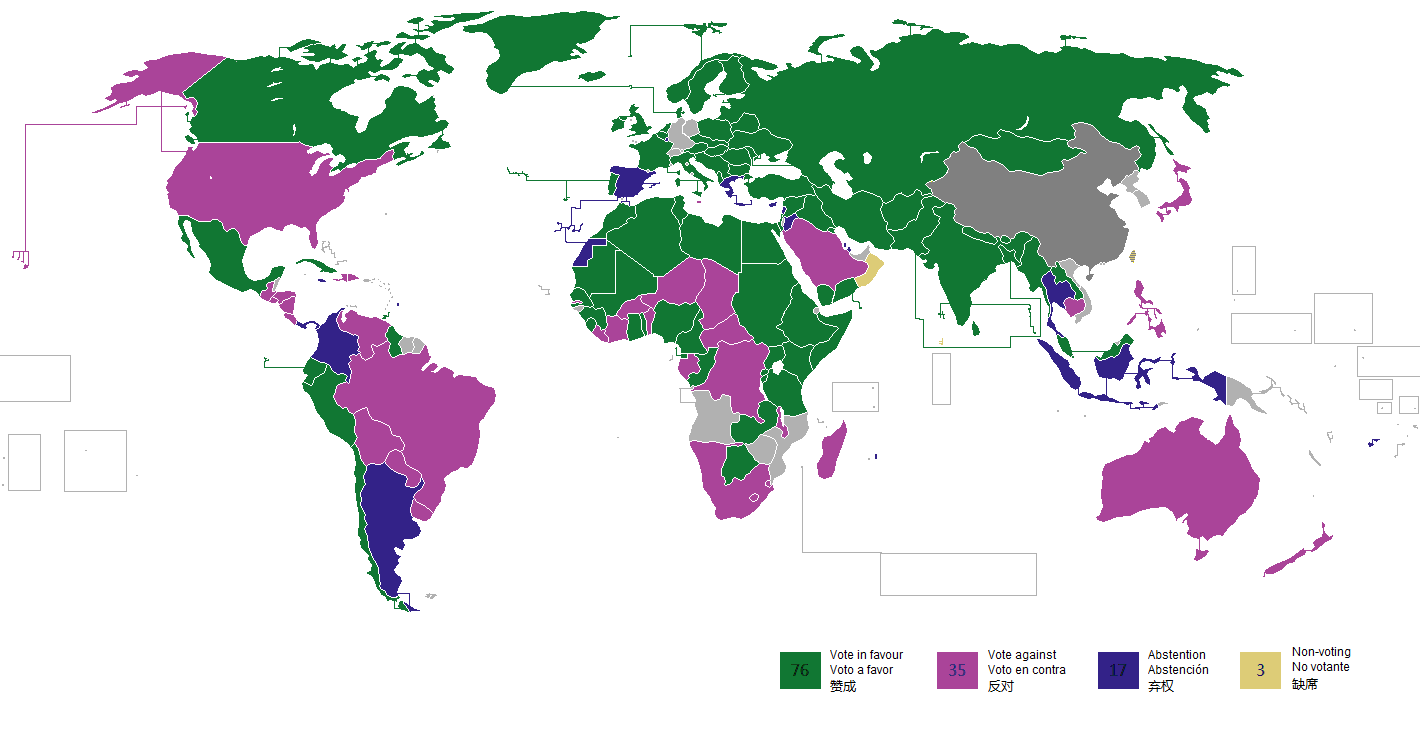
紫色國家表示在1971年的投票中支持中華民國續留聯合國，即《聯合國大會2758號決議》，其中包括巴西。

1913年4月8日，巴西是第一個承認並與中華民國建交的國家。於首都里約熱內盧設立中華民國駐巴西合众国公使館、於首都北京設立巴西合眾國駐中華民國公使館，並互派公使。
1943年5月4日，兩國公使館升格為大使館，並互派大使。
1949年，中華民國政府遷台後，兩國仍維持邦交。
1952年，巴西於首都臺北復設大使館，大使則由駐大陸時期的大使繼續擔任。 
1960年，中華民國將大使館由里約熱內盧遷至新首都巴西利亞。
1968年8月22日，巴西合眾國更改國名為巴西聯邦共和國。
1971年10月25日，巴西在聯合國大會投票支持中華民國續留聯合國，即《聯合國大會2758號決議》，但在該案表決前，中華民國已宣布退出聯合國。
1971年11月20日，臺灣中華航空發生爆炸事故，機上25人全部罹難，其中1名乘客是巴西駐中華民國大使繆勒（Lauro Muller Neto）。
1974年8月15日，巴西與中華人民共和國建交，並根據「一個中國」原則與中華民國斷交，9月15日關閉大使館。
1991年3月31日，巴西國有企業民營化計畫指導委員會主席莫迪亞諾抵台訪問，並舉辦「巴西國有企業民營化」說明會。
2018年3月，巴西總統候選人、聯邦眾議員波索納洛抵台訪問，是巴西與中華民國斷交後首位訪問台灣的巴西總統候選人。當時中華人民共和國駐巴西大使館發函譴責波索納洛訪台「冒犯中國主權和領土完整」。10月28日，波索納洛當選巴西總統。
2020年5月，巴西與其他9個美洲國家共71名「福爾摩沙俱樂部」（Formosa Club）的友台國會議員以「一人一信」方式，致函世界卫生组织（WHO）幹事長谭德塞，呼籲WHO正視中華民國（臺灣）參與世界衛生體系的必要性與急迫性。
2023年4月12日，巴西總統魯拉訪問中華人民共和國。14日，簽署《关于深化全面战略伙伴关系的联合声明》共49點，其中第5點涉及臺灣，表示「巴方重申坚定奉行一个中国原则，中華人民共和國政府是代表全中国的唯一合法政府，台湾是中国领土不可分割的一部分。巴方重申领土完整原则，支持两岸关系和平发展。中方对此表示高度赞赏。」17日，中華民國外交部回應「我國政府對於巴西政府與北京當局發表聯合聲明，重談「一中原則」謬論，指著中華人民共和國統治領域外的地區，包括台灣，片面將之宣稱為其領土主權，我國政府拒絕接受並予嚴正譴責。」

### 代表機構
1975年7月14日，中華民國政府在巴西第1大城聖保羅設立具大使館功能的駐巴西遠東貿易中心。1980年2月15日，更名為駐巴西臺北商務中心，6月，在第2大城里約熱內盧增設分中心。1992年1月10日，在首都巴西利亚設立駐巴西臺北經濟文化辦事處，原駐聖保羅、里約熱內盧的商務中心、分中心亦同時更名為臺北經濟文化辦事處。2002年12月20日，駐里約熱內盧臺北經濟文化辦事處裁撤，由駐聖保羅臺北經濟文化辦事處兼轄。
1990年3月27日，巴西政府在中華民國首都臺北設立類似功能的巴西商務中心（Brazil Business Center），以處理簽證等領事事務。2011年，更名為巴西商務辦事處。

## 經濟

### 貿易
中華民國對外貿易發展協會（外貿協會）於巴西第1大城聖保羅設立巴西台灣貿易中心。經濟部國際貿易署則在首都巴西利亞設立駐巴西代表處經濟組，另設立駐聖保羅辦事處經濟組。
| 年分 | 貿易總額      | 貿易總額 | 貿易總額 | 出口至巴西    | 出口至巴西 | 出口至巴西 | 自巴西進口    | 自巴西進口 | 自巴西進口 | 順逆差 |
| 年分 | 金額          | 年增減   | 排名     | 金額          | 年增減     | 排名       | 金額          | 年增減     | 排名       | 順逆差 |
| ---- | ------------- | -------- | -------- | ------------- | ---------- | ---------- | ------------- | ---------- | ---------- | ------ |
| 2017 | 3,864,073,692 | ▲33.1%   | 22       | 1,265,395,832 | ▲32.6%     | 24         | 2,598,677,860 | ▲33.4%     | 20         | 逆差▲  |
| 2018 | 2,984,269,842 | ▼22.8%   | 26       | 1,342,208,728 | ▲6.1%      | 22         | 1,642,061,114 | ▼36.8%     | 27         | 逆差▼  |
| 2019 | 3,231,128,204 | ▲8.3%    | 25       | 1,177,606,302 | ▼12.3%     | 24         | 2,053,521,902 | ▲25.1%     | 22         | 逆差▲  |
| 2020 | 3,103,861,027 | ▼3.9%    | 25       | 1,083,132,334 | ▼8.0%      | 23         | 2,020,728,693 | ▼1.6%      | 24         | 逆差▲  |
| 2021 | 4,238,112,525 | ▲36.5%   | 26       | 1,627,250,946 | ▲50.2%     | 21         | 2,610,861,579 | ▲29.2%     | 23         | 逆差▲  |
| 2022 | 3,823,304,898 | ▼9.8%    | 27       | 1,396,278,028 | ▼14.2%     | 26         | 2,427,026,870 | ▼7.0%      | 26         | 逆差▲  |
| 2023 | 3,924,117,969 | ▲2.6%    | 27       | 1,213,123,037 | ▼13.1%     | 26         | 2,710,994,932 | ▲11.7%     | 22         | 逆差▲  |
| 2024 | 3,725,934,919 | ▼5.1%    | 26       | 1,161,493,263 | ▼4.3%      | 28         | 2,564,441,656 | ▼5.4%      | 25         | 逆差▼  |

2023年的兩國貿易項目如下：
出口至巴西的前10大項目為：集成电路；氯乙烯或其他鹵化烯烃之聚合物；苯乙烯之聚合物；車輛之零件與附件；合成纖維絲紗，非供零售用者；聚縮醛、环氧树脂、醇酸樹脂、聚碳酸酯、聚丙烯酯與其他聚酯、聚醚；碟片、磁带、固態非揮發性儲存裝置、智慧卡與其他錄音或錄製之媒體；合成纖維絲紗梭织物；鋼鐵製之其他管與空心型；合成橡胶之板、片、條與從油類獲得之硫化油膏等。
自巴西進口的前10大項目為：大豆；玉蜀黍；鐵礦石及其精砂；銅礦石及其精砂；蘇打或硫酸鹽化學木浆；固體甘蔗糖或甜菜糖與化學級純蔗糖；咖啡、咖啡荳殼與荳皮、含咖啡成分之代替品；生鐵與鏡鐵；合金鐵；不適於人類食用之肉、魚、甲殼類、软体动物或其他水產无脊椎动物等。
巴西對中華民國的貨品先後課徵反倾销税的項目有：矽鋼扁軋板、冷軋不鏽鋼捲片、尼龙絲產品、汽車用輪胎、大客車與货车用輪胎、預塗式感光平版印刷用鋁版、丙烯酸丁酯等7項，並對聚对苯二甲酸乙二酯進行反傾銷日落複審。

### 投資
根據巴西中央銀行統計，臺商在巴西的投資金額如下：
| 年度 | 金額（美元） | 年度 | 金額（美元） |
| ---- | ------------ | ---- | ------------ |
| 2007 | 942萬        | 2014 | 3,780萬      |
| 2008 | 1,921萬      | 2015 | 2,730萬      |
| 2009 | 1,508萬      | 2016 | 3,500萬      |
| 2010 | 1億1,298萬   | 2017 | 1,700萬      |
| 2011 | 5,200萬      | 2018 | 1,700萬      |
| 2012 | 5,500萬      | 2019 | 1,400萬      |
| 2013 | 2,170萬      | 2020 | 1,500萬      |

另根據中華民國經濟部投資審議司統計，截至2023年8月，臺商對巴西的總投資金額為4億5,394萬美元，計有41件。主要投資產業為資通訊產品、電子與產品製造業、批發零售與進出口業。主要集中在圣保罗州，其他則位於北部亞馬遜州首府的瑪瑙斯自由貿易區、南部巴拉那州、東南部米纳斯吉拉斯州（大礦州）等。此外，巴西中央銀行資料，截至2021年，對巴西的總投資金額為4億4,800萬美元，占巴西外人投資總額0.08%。
近年來電子工業的蓬勃發展，有礙於巴西高額的電子產品進口稅，臺灣的電子廠商與電子代工企業紛紛前往巴西設立據點並自臺灣大量進口零組件以降低成本。前往巴西設廠或設立辦公室、分公司的企業有：鴻海科技集團、華碩、宏碁、仁寶電腦、亞旭電腦、台達電子、纬创资通、威剛科技、研華科技、技嘉科技、友訊科技、合勤科技、瑞傳科技、和碩聯合科技、喬山健康科技、旭源包裝科技、厚美德生物科技、泰金寶電通、長榮海運等。臺商並已成立「巴西臺灣商會」。
根據中華民國經濟部投資審議司統計，截至2023年8月，巴西在臺灣總投資金額為2,704萬美元，計有59件。

### 合作
中華民國國際經濟合作協會（國經協會）與巴西全國工業總會舉辦雙邊聯席會議，做為固定的諮商管道，至2022年已舉辦第13屆。
協助巴西建置輕軌運輸及公共自行車租賃系統。

### 圖片
- 華信航空Embraer-190客機由巴西航空工業公司製造。
- 一個年輕的巴西原住民男孩正在注視臺灣廠商AOC製造的螢幕。
- 泛美自行車賽巴西賽程中騎乘臺灣品牌美利達自行車的選手。

## 交流

### 僑民
臺灣人大規模移民巴西可以追溯到1960年代，巴西政府為了平衡在巴西的亞洲人勢力（當時以日本人為最多）因而向臺灣與南韓招募移民。起初，不同於臺灣人移民北美、紐澳是以學術、服務業為主。臺灣人移民巴西是以農業為多，且以高雄縣六龜、美濃；屏東縣內埔、高樹等鄉鎮為眾多。但中華民國政府對於國民移民巴西的看法抱持著不支持的態度，因而限制國民移居巴西。但多數人向政府報名以農業技術團的方式前往巴西，與巴西政府合約期滿時便申請並取得永久居留許可。至第2代移民多已融入當地主流社會。
現今在巴西的臺灣裔族群多居住在巴西東南部的聖保羅以及其郊區約佔半數，其餘多分布在南大河州、巴拉那州及里約熱內盧。位於巴西東北的勒西菲是另一臺灣裔重點聚落，於1960年代大批高雄美濃居民移居至此經營農場，人數約數百名，現今含括其後裔則為千餘名。臺灣裔後裔多事業有成，如聖保羅近郊之摩基達斯克魯易斯市，當地約有百戶臺灣僑民設立洋菇栽培農場，在巴西的洋菇市場佔有率達到9成。
2001年－2004年，中華民國與巴西出現因跨國婚姻而衍生的子女監護權問題—吳憶樺監護權之爭。
2005年，行政院客家委員會主任委員羅文嘉前往聖保羅出席客家活動中心落成典禮及全美洲客家懇親會；僑務委員會籌建的聖保羅華僑文教中心亦竣工啟用。

### 學術
中華民國外交部設立臺灣獎學金、教育部設立華語文獎學金、財團法人國際合作發展基金會（國合會）則設立高等人力培訓獎學金，提供巴西學生赴臺研習；外交部另提供臺灣獎助金給予巴西學者赴台從事漢學或臺灣研究。

## 協定
| 日期           | 簽署 | 備註         |
| -------------- | --- | ------------ |
| 1943年8月20日  | 《中華民國巴西合眾共和國友好條約》 | 以下簡稱中巴 |
| 1946年3月27日  | 《中巴文化專約》 |              |
| 1962年12月28日 | 《中巴貿易協定》 |              |
| 1997年11月7日  | 《台北證券暨期貨管理委員會與里約熱內盧證券管理委員會資訊交換瞭解備忘錄》 |              |
| 2012年         | 《駐巴西臺北經濟文化辦事處與巴西利亞天主教大學臺灣書院交流意向書》 《駐巴西臺北經濟文化辦事處與巴西利亞波塞蘇法學院臺灣書院交流意向書》 《駐巴西臺北經濟文化辦事處與戈亞斯天主教大學臺灣書院交流意向書》 | [ 33 ]       |
| 2014年         | 《駐巴西臺北經濟文化辦事處與戈亞斯阿尼揚格拉大學文化交流協定》 | [ 7 ]        |
| 2018年8月      | 《中國輸出入銀行與巴西桑坦德銀行轉融資協議》 | [ 註 2 ]     |
| 2022年7月      | 《中華民國經濟部投資業務處與圣保罗大学攬才合作備忘錄》 | [ 34 ]       |
| 2022年10月     | 《國立陽明交通大學與巴西國家電信研究所科技科學暨學術合作協議》 | [ 35 ]       |

## 簽證

持中華民國護照的中華民國國民簽證要求分布圖：入境巴西需要簽證。

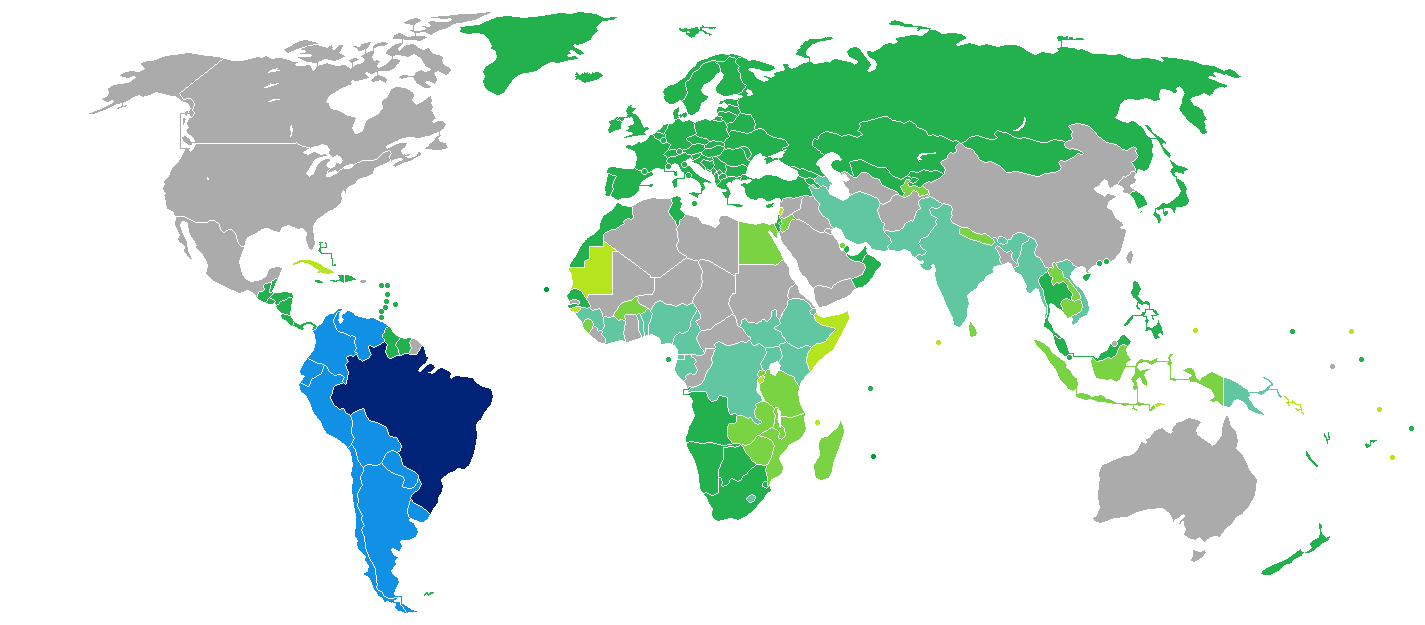
持巴西護照的巴西國民簽證要求分布圖：入境中華民國需要簽證。

兩國國民皆須申請簽證方可入境對方國家。持有中華民國護照的中華民國國民將申請巴西簽證的所有文件上傳至線上申請表格後，申請人仍須攜帶紙本文件至台北的巴西商務辦事處窗口遞件。
持有巴西護照的巴西國民抵台參加由中央政府機關主辦、協辦或贊助之國際會議、運動賽事、商展或其他活動，可以電子簽證入境中華民國，停留最多30天並不得延期。

## 交通

### 航空

#### 客運
兩國無直航班機，可經由（不計航點遠近，截至2023年7月2日）：
- 臺北→杜拜、伊斯坦堡、倫敦、巴黎、羅馬、米蘭、慕尼黑、法蘭克福、阿姆斯特丹、紐約、洛杉磯（2023年8月1日復航巴西）、芝加哥、休士頓、多倫多，再轉機前往巴西的國際機場（英语：List of airports in Brazil）。

## 外部連結
| - 中華民國外交部－巴西聯邦共和國簡介 （页面存档备份，存于） - 駐巴西台北經濟文化辦事處（Facebook、Twitter、Instagram） - 駐聖保羅辦事處（Facebook、Twitter、Instagram、華僑文教服務中心） - 外交部領事事務局－國外旅遊警示分級表 - 中華民國衛生福利部－國際旅遊疫情建議等級 - 中華民國國際經濟合作協會 （页面存档备份，存于） - 巴西台灣貿易中心 - 巴西臺商會的Facebook專頁 | - 巴西商務辦事處（Facebook） |